# Museo Arqueológico de Ioánina
El Museo Arqueológico de Ioánina, ubicado en Ioánina, capital de la unidad periférica de Ioánina y de la periferia de Epiro, es uno de los museos arqueológicos de Grecia. 

## Historia del museo
El edificio del museo fue diseñado por el arquitecto Aris Konstantinidis, construido entre 1963 y 1966 y abierto al público unos años más tarde. En un principio era la sede, además del museo arqueológico, de la exposición de antigüedades bizantinas que fueron reubicadas en 1992 en el nuevo Museo Bizantino de Ioánina. Además, contenía obras de pintores griegos de los siglos XIX y XX, que fueron trasladadas en 1999 a la Galería de Arte Municipal de Ioánina.

## Colecciones
El museo contiene una colección de objetos procedentes principalmente de yacimientos arqueológicos del Epiro —Dodona, el Necromantío, Casopa y Vitsa, entre otros— de periodos comprendidos entre la prehistoria y la época romana.
El corredor central del museo expone gráficamente los principales eventos históricos de Epiro, así como los principales sitios arqueológicos. La exposición de los objetos se distribuye en siete salas dedicadas, respectivamente, a los hallazgos prehistóricos, la organización política y administrativa de la región del Epiro, Eácides y los reyes de los Molosos, la vida cotidiana, los usos funerarios, la época romana y el santuario de Dodona.

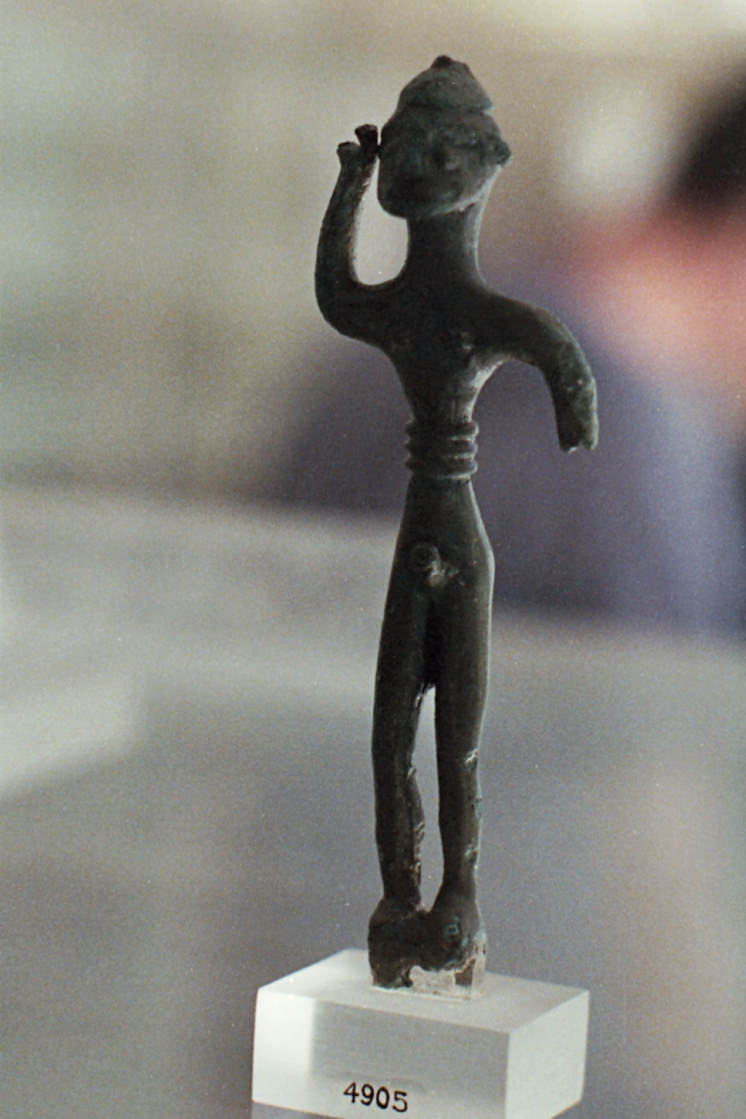
Figurilla de bronce masculina, de estilo geométrico.
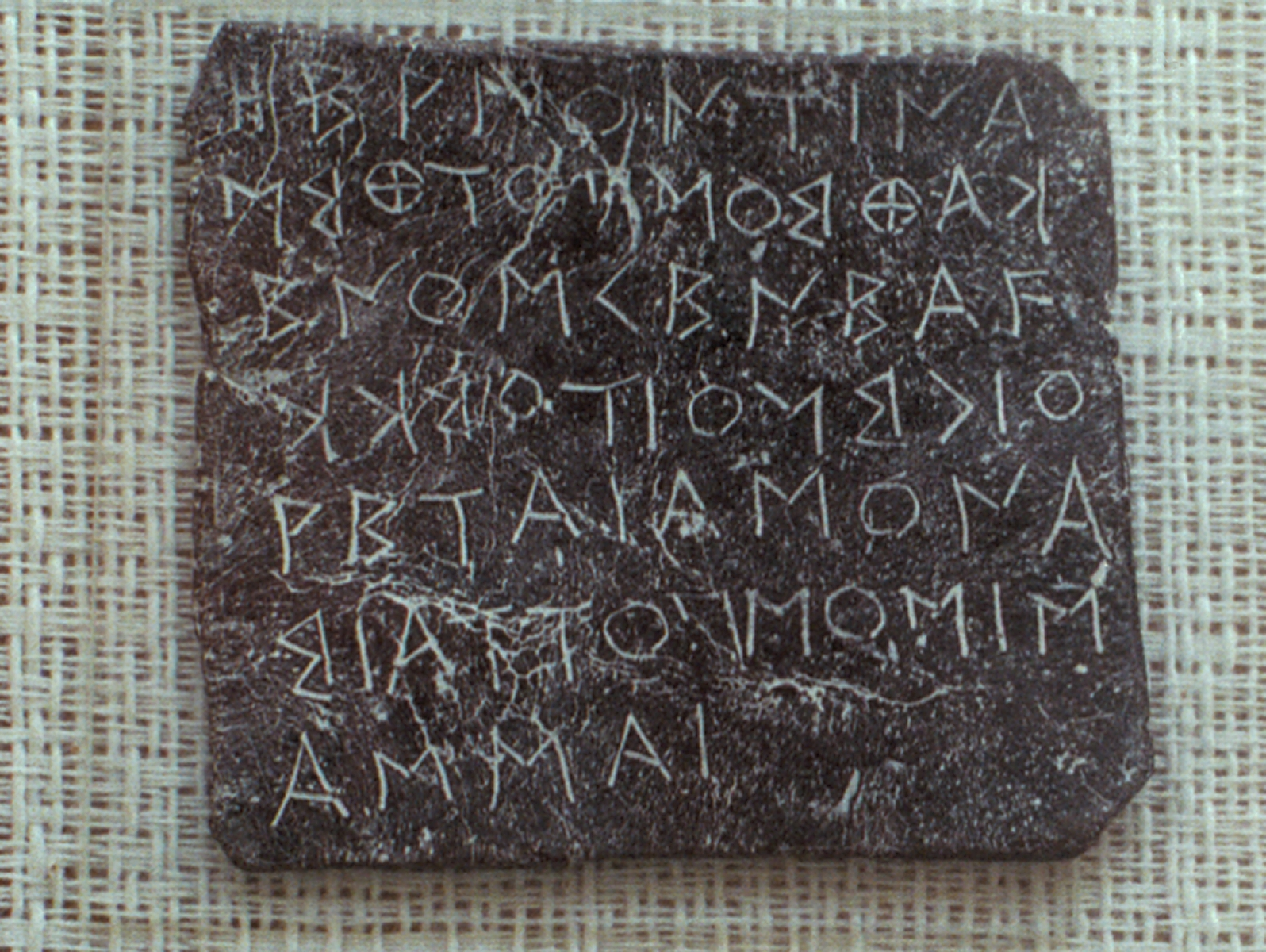
Placa de plomo de Dodona de finales del siglo VI a. C. con una inscripción en la que se solicita un oráculo.
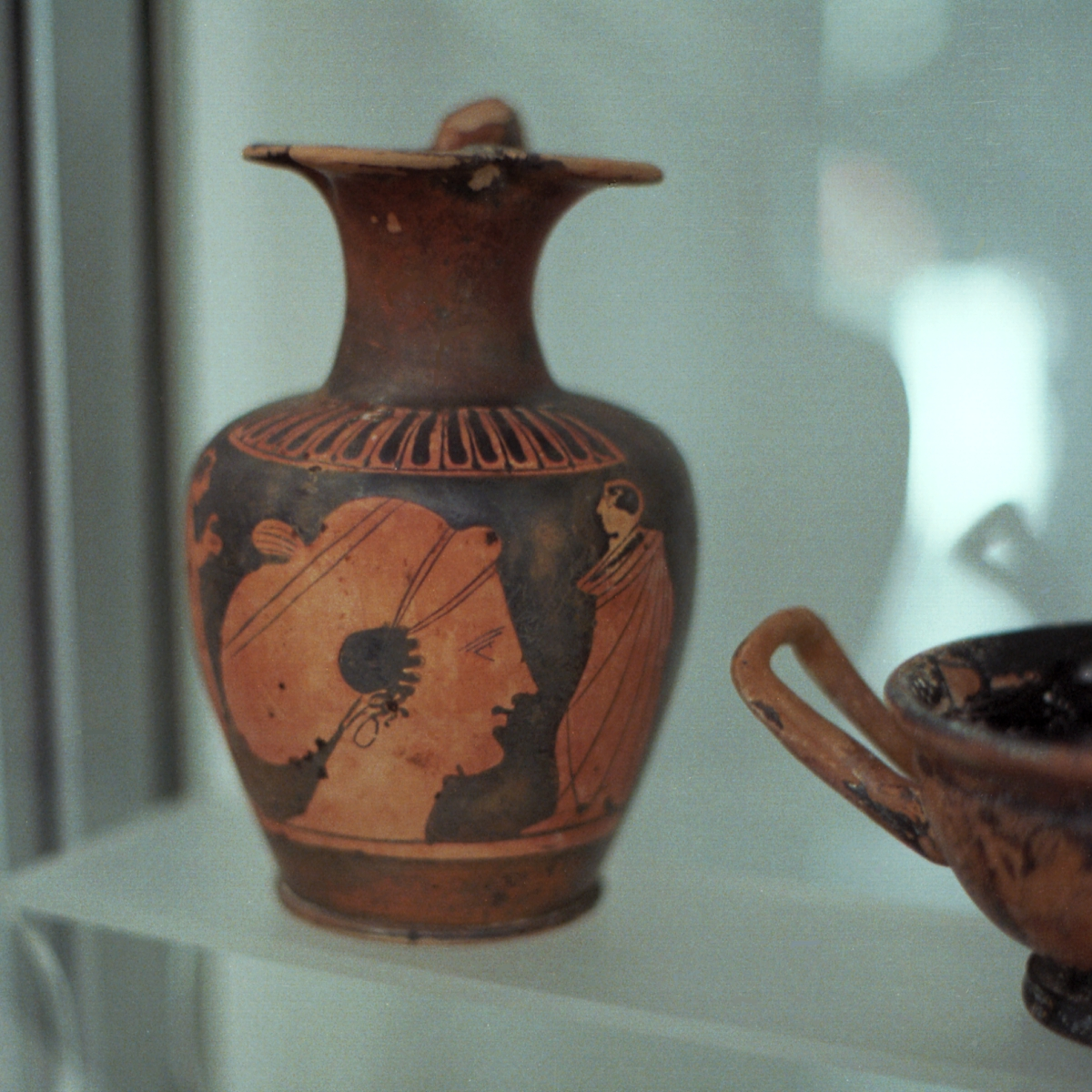
Enócoe de figuras rojas.
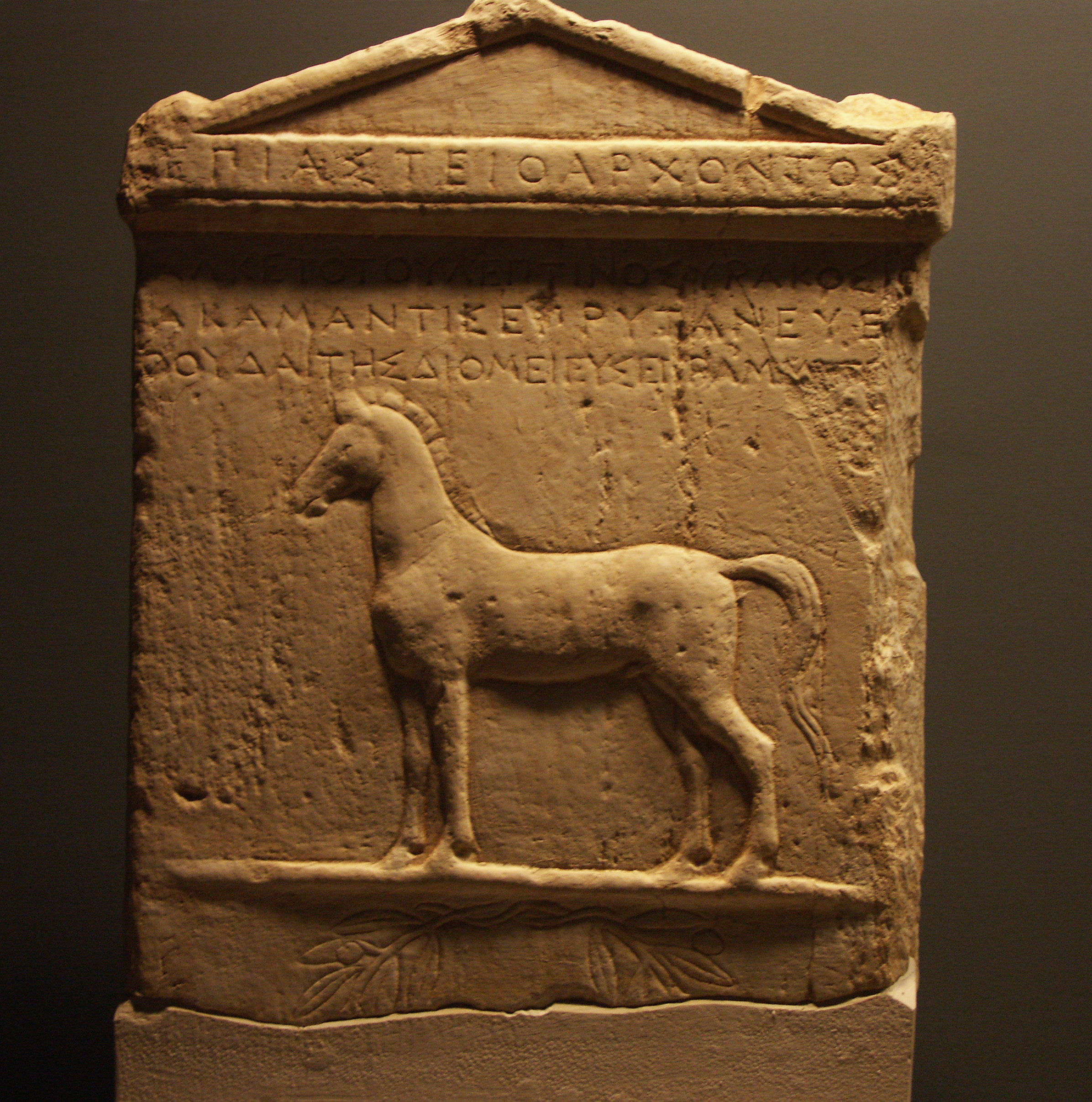
Estela funeraria de Alcetas, rey de los Molosos (siglo IV a. C.)